# Suggestion
Suggestion är en psykologisk process genom vilken en person eller företeelse intalas eller påverkas att tro, företa sig eller se något utan sakliga grunder.

## Olika typer av suggestioner
Det finns tre stora grupper av suggestioner:

### Spontan suggestion
Detta är den mest fundamentala av alla suggestioner. Den spontana suggestionen börjar med att en person blir fixerad vid en idé som sedan utmynnar i en suggestion.
Det går att planera sina spontana suggestioner, och det används flitigt av många personer (affirmation). Detta görs till exempel genom att placera ut lappar med saker som man vill tycka eller tänka på ställen där man brukar läsa, lyssna på musik som har ett budskap som man tycker om, eller genom att man tar på sig kläder som får en i en viss sinnesstämning. Detta sätt att arrangera omvärlden kan dock leda till att personen blir ett lätt offer för manipulation.

### Avsiktlig suggestion
Den avsiktliga suggestionen är den suggestionen som vi själva skapar med vårt medvetande. Denna är ofta svagare än den spontana, eftersom den ofta inte har någon känslomässig grund. Det går förstås att suggerera sig själv till en känslomässig grund, men då krävs också en annan känslomässig grund.

### Heterosuggestion
Detta är den mest omtalade varianten av suggestioner. Heterosuggestionen är när en person skapar en idé som en annan person utför. Detta är dock endast en undergrupp av spontana suggestioner. En person gör en sak som sedan tolkas av en annan.
Bra diskussioner främjar avsiktliga suggestioner. Reklam och propaganda främjar mottaglighet för spontana suggestioner.
För att en person ska bli suggererad krävs det att denne tar upp suggestionen.

## Suggestionens lagar
Följande 'lagar' är hämtade ur Suggestion och autosuggestion av Charles Baudouin och kan förklara lite av synsättet inom suggestionsläran:
1. Den koncentrerade uppmärksamhetens lag; en suggestion börjar alltid med en idé, varpå uppmärksamheten koncentrerat sig
2. Den medverkande sinnesrörelsens lag; om en idé till en suggestion har sin grund i en sinnesrörelse, så är utsikterna för att suggestionen ska utföras större
3. Det gäckande bemödandets lag; då en idé har fått tillräcklig makt över oss för att sätta igång en suggestion kommer våra medvetna bemödanden att kämpa emot denna att vara fruktlösa och dessutom öka suggestionens kraft
4. Den omedvetna avsiktlighetens lag; när det omedvetna en gång har fått målet utstakat, finner det medlen att nå det.

## Suggestion och vilja
Ofta förknippas suggestionen med vilja, vilket är ett misstag enligt suggestionens lag nummer 4. Problemet med att göra svåra saker ligger inte i vilja göra dem mycket starkt, utan snarare i att inte bemöda sig att göra dem.

## Mottaglighet kontra suggestibilitet
Det finns ytterligare begrepp som är värda att hålla isär, och det gäller mottaglighet och suggestibilitet. Mottagligheten är hur lätt en person blir påverkad av spontana suggestioner, medan suggestibiliteten är hur bra en person är på att faktiskt utleva suggestionerna. Det finns flera orsaker till att en person kan vara mottaglig för suggestioner.

## Missuppfattningar om suggestion
Ofta förknippas suggestion med manipulation, då en person påverkar en annan till något denne inte vill. Det finns mycket fler praktiska tillämpningar av självsuggestionen. Suggestion brukar förknippas mycket starkt med hypnos som endast är ett samlingsnamn för en mängd med tillstånd som ökar mottagligheten eller suggestibiliteten.

## Suggestioner som vetenskap
Suggestionsläran diskuterar inte vad som faktiskt händer i människors huvuden eller kroppar. Den innehåller mest praktiska begrepp och förhållningssätt för att förstå varför människor gör som de gör. Därför vare sig styrker den i sig någon speciell annan vetenskap eller icke-vetenskap. Den kan alltså vara förenlig med både modern psykologi och flummig mystik.